# Тасу-Фрагозу (Мараньян)

Тасу-Фрагозу на карте штата.

Тасу-Фрагозу (порт. Tasso Fragoso) — муниципалитет в Бразилии, входит в штат Мараньян. Составная часть мезорегиона Юг штата Мараньян. Входит в экономико-статистический микрорегион Жерайс-ди-Балсас. Население составляет 7796 человек на 2010 год. Занимает площадь 4382,975 км². Плотность населения — 1,78 чел./км².

## Демография
Согласно сведениям, собранным в ходе переписи 2010 г. Национальным институтом географии и статистики (IBGE), население муниципалитета составляет:
| Полное население                               | Полное население                               | Полное население                               | Полное население                               | 7796  |
| ---------------------------------------------- | ---------------------------------------------- | ---------------------------------------------- | ---------------------------------------------- | ----- |
| в том числе:                                   | Городское население                            | 4648                                           | Процент городского населения, %                | 59,62 |
|                                                | Сельское население                             | 3148                                           | Процент сельского населения, %                 | 40,38 |
|                                                | Мужское население                              | 3973                                           | Процент мужского населения, %                  | 50,96 |
|                                                | Женское население                              | 3823                                           | Процент женского населения, %                  | 49,04 |
| Плотность населения, чел/км²                   | Плотность населения, чел/км²                   | Плотность населения, чел/км²                   | Плотность населения, чел/км²                   | 1,78  |
| Население муниципалитета в % к населению штата | Население муниципалитета в % к населению штата | Население муниципалитета в % к населению штата | Население муниципалитета в % к населению штата | 0,12  |

По данным оценки 2016 года, население муниципалитета составляет 8303 жителя.
Праздник города — 19 декабря.

## История
Город основан 19 декабря 1964 года. 

## Статистика
- Валовой внутренний продукт на 2003 год составляет 137 350 215,00 реалов (данные: Бразильский институт географии и статистики).
- Валовой внутренний продукт на душу населения на 2003 год составляет 21 225,50 реалов (данные: Бразильский институт географии и статистики).
- Индекс развития человеческого потенциала на 2000 год составляет 0,599 (данные: Программа развития ООН).

## География
Климат местности: экваториальный. В соответствии с классификацией Кёппена, климат относится к категории eq.